# アロウズ・オブ・タイム
『アロウズ・オブ・タイム』（英: The Arrows of Time）はグレッグ・イーガンの小説。〈直交〉三部作（英: Orthogonal trilogy）の第三巻である。英語版は、2013年11月21日に Gollancz から、2014年8月5日に Night Shade Books から出版された。日本語版は2017年に早川書房によって出版された。翻訳者は山岸真と中村融。〈直交〉三部作の他の本は『クロックワーク・ロケット』と『エターナル・フレイム』である。

## 背景
この小説は2014年のローカス賞最優秀SF小説賞にノミネートされ、14位となった。